# Élincourt
Élincourt är en kommun i departementet Nord i regionen Hauts-de-France i norra Frankrike. Kommunen ligger i kantonen Clary som tillhör arrondissementet Cambrai. År 2022 hade Élincourt 618 invånare.

## Befolkningsutveckling
Antalet invånare i kommunen Élincourt
| Referens: INSEE |